# Raciborowice (województwo małopolskie)

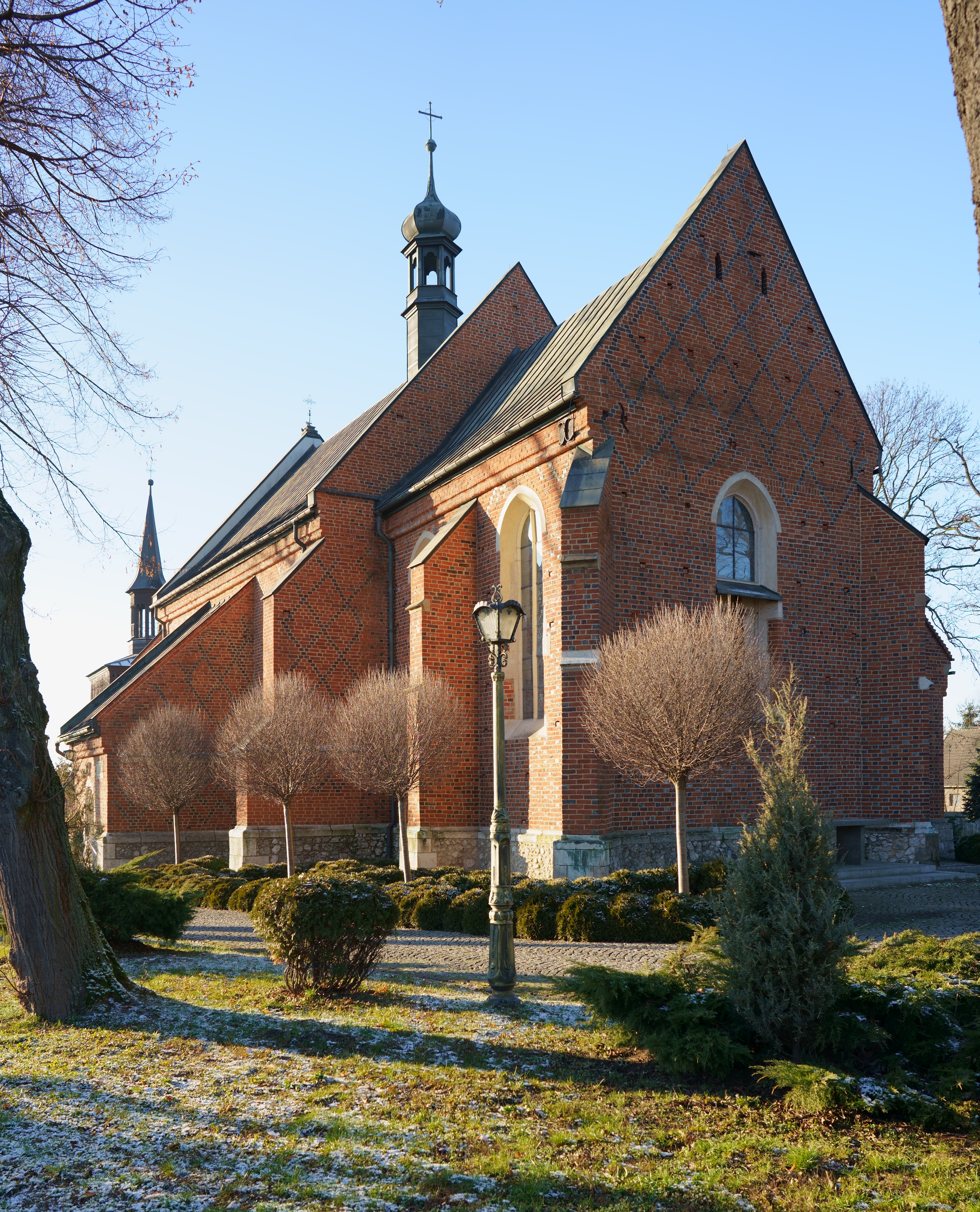
Kościół św. Małgorzaty

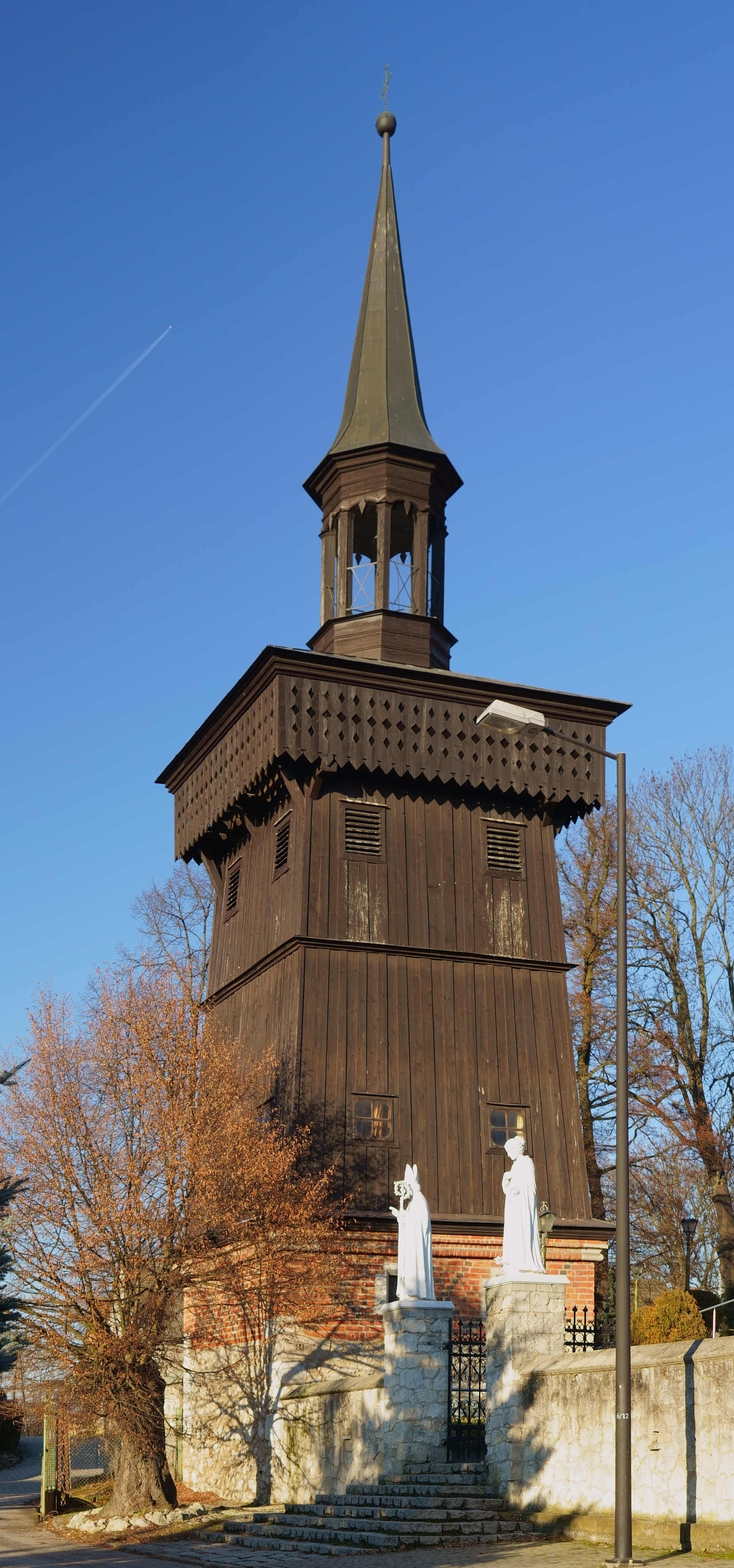
Dzwonnica przy kościele

Raciborowice – wieś w Polsce, położona w województwie małopolskim, w powiecie krakowskim, w gminie Michałowice.
W latach 1975–1998 wieś położona była w województwie krakowskim.
Wieś dóbr prestymonialnych kapituły katedralnej krakowskiej w powiecie proszowickim województwa krakowskiego w końcu XVI wieku.

## Nazwa
Nazwa miejscowości należy do nazw patronimicznych i wywodzi się od imienia założyciela lub właściciela Racibor z dodaną końcówką -wice, która jest charakterystyczna dla słowiańskich nazw miejscowych. Przekazy i dokumenty historyczne z XIII wieku notują dwóch rycerzy Raciborów, ojca oraz syna. Jan Długosz wymienia obu przypisując jednemu z nich założenie miejscowości.

## Integralne części wsi
| SIMC    | Nazwa         | Rodzaj     |
| ------- | ------------- | ---------- |
| 0326180 | Koło Kościoła | część wsi  |
| 0326196 | Pod Kończyce  | część wsi  |
| 0326204 | Pod Zastowem  | część wsi  |
| 0326210 | Prawda        | przysiółek |

## Historia
Historia Raciborowic rozpoczęła się już w pierwszych latach XIII wieku. Pierwsze informacje o Raciborowicach zachowały się w dokumencie wydanym przez Bolesława Wstydliwego 19 maja 1273 roku. Wówczas rycerz Racibor syn Racibora założyciela miejscowości, który ją odziedziczył, darował tę posiadłość krakowskiej kapitule katedralnej.
W dziejach wsi zapisał się również król Kazimierz IV Jagiellończyk, który w 1464 roku lokował Raciborowice na prawie niemieckim. Podczas rozbiorów Polski, w latach 1815–1846 wieś należała do Rzeczypospolitej Krakowskiej, a później, aż do roku 1918 do Austrii. Natomiast podczas drugiej wojny światowej do Generalnego Gubernatorstwa.
Z Raciborowic pochodziła s. Eufrozyna (Teresa Rumian) – sercanka, farmaceutka. major Wojska Polskiego, w latach 1967-2005 osobista sekretarka kard. Karola Wojtyły (papieża Jana Pawła II).

## Zabytki
Obiekt wpisany do rejestru zabytków nieruchomych województwa małopolskiego.
- Kościół parafialny pw. św. Małgorzaty i dzwonnica.

Fasada kościoła wyróżnia się charakterystycznymi ciemnymi cegłami tzw. zendrówkami, układanymi w „zęby” i romby. Wątki, w jakie zostały ułożone, określane są mianem „długoszowych”. Wejścia do kościoła otoczone są portalami schodkowymi, które wieńczą herby fundatora – Wieniawa. Ogromne, gotyckie mury kryją piękne barokowe wnętrze.
W głównym ołtarzu znajduje się XV-wieczny krucyfiks, a w ołtarzach bocznych wizerunki św. Małgorzaty i Matki Boskiej, przywiezione z Rzymu przez Annibale Orgasa (Włocha) oraz XVIII-wieczne organy. Na północnej ścianie kościoła, podczas prac remontowych zostały odkryte (prawdopodobnie renesansowe) freski, przedstawiające sceny z życia Jezusa. W latach okupacji kleryk Karol Wojtyła, wysyłany przez kard. Sapiehę do ówczesnego proboszcza ks. Józefa Jamroza, trzykrotnie spędzał tu wakacje. Na plebanii przechowywane są dary, które Jan Paweł II przekazał do Raciborowic, m.in. papieska sutanna i piuska.
Obok kościoła stoi stara dzwonnica. Dolna, murowana część pochodzi z XV wieku, a górna, drewniana z XIX wieku.
Cmentarz, na który prowadzi stara alejka jesionowa, został założony w 1830 roku (wcześniej zmarłych chowano przy kościele). Przed wejściem rzeźby dwóch aniołów. Na cmentarzu zostało pochowanych wielu żołnierzy. Znajduje się tu m.in. zbiorowa mogiła lotników polskich, walczących w II wojnie światowej o wolność Wielkiej Brytanii, a także grobowiec Franciszka Ptaka, bogatego chłopa i działacza ludowego.
Parafię w Raciborowicach utworzono prawdopodobnie w latach 1325–1327. Budowę obecnego, murowanego kościoła rozpoczął w połowie XV wieku ks. Paweł z Zatora. Do jego śmierci (1460 r.) wzniesiono prezbiterium i zakrystię bez przypór i sklepień. Następnie w latach 1471–1476 wznowiono prace budowlane z fundacji ks. Jana Długosza – słynnego kronikarza i historyka, wychowawcy synów Kazimierza Jagiellończyka.

## Inne zabytki
- Drewniany młyn.

Młyn wodny został zbudowany, jak informuje napis na tragarzu, w 1897 roku. Zaprzestał działania w połowie XX w., gdyż napędzany był wodą z Młynówki (odnogi Dłubni) – rzeki, niegdyś ośmiometrowej szerokości, która obecnie bardziej przypomina strumyk.

## Szkolnictwo
Dzieje szkolnictwa w Raciborowicach sięgają początków XIX wieku. Pierwsze lekcje odbyły się 1 października 1819 roku w budynku starego browaru. W 1829 roku z powodu braku odpowiedniego pomieszczenia nauka została zawieszona. Wznowiono ją dopiero 29 marca 1833 roku. Nauczycielem został ówczesny organista, Ignacy Radzikowski, który dla potrzeb szkoły wynajął jedną izbę w swoim domu. Uczył on dzieci czytania, pisania, prostych rachunków, śpiewania z nut, a także zajęć praktycznych – pszczelarstwa. Szkoła podczas wojen była jeszcze kilkakrotnie zamykana. Nadanie jej imienia ks. Jana Długosza nastąpiło 11 lipca 1925 roku. W obecnym budynku szkolnym lekcje odbywają się od roku szkolnego 1995/96. W 2005 roku zostało dobudowane zaplecze sportowe.